# Argyroeides lydia
Argyroeides lydia là một loài bướm đêm thuộc phân họ Arctiinae, họ Erebidae.